# Benn Ferriero
Benn Trevor Ferriero, född 29 april 1987, är en amerikansk professionell ishockeyspelare som spelar för EC Red Bull Salzburg i Österrikiska ishockeyligan (EBEL). Han har tidigare spelat på NHL-nivå för San Jose Sharks, New York Rangers och Vancouver Canucks och på lägre nivåer för Worcester Sharks, Wilkes-Barre Scranton Penguins, Connecticut Whale, Utica Comets och Chicago Wolves i AHL och Boston College Eagles i National Collegiate Athletic Association (NCAA).
Ferriero draftades i sjunde rundan i 2006 års draft av Phoenix Coyotes som 196:e spelare totalt.

## Statistik
| 2002–2003   | The Governor's Academy         | USHSE       | —   | 8  | 10  | 18  | —   | —  | — | — | — | — |
| 2003–2004   | The Governor's Academy         | USHSE       | 28  | 19 | 24  | 43  | —   | —  | — | — | — | — |
| 2004–2005   | The Governor's Academy         | USHSE       | 28  | 15 | 27  | 42  | —   | —  | — | — | — | — |
|             | U.S. National U18 Team         |             | 10  | 2  | 8   | 10  | 6   | —  | — | — | — | — |
| 2005–2006   | Boston College Eagles          | NCAA        | 42  | 16 | 9   | 25  | 36  | —  | — | — | — | — |
| 2006–2007   | Boston College Eagles          | NCAA        | 42  | 23 | 23  | 46  | 43  | —  | — | — | — | — |
| 2007–2008   | Boston College Eagles          | NCAA        | 44  | 17 | 25  | 42  | 71  | —  | — | — | — | — |
| 2008–2009   | Boston College Eagles          | NCAA        | 37  | 8  | 18  | 26  | 44  | —  | — | — | — | — |
| 2009–2010   | San Jose Sharks                | NHL         | 24  | 2  | 3   | 5   | 8   | —  | — | — | — | — |
|             | Worcester Sharks               | AHL         | 58  | 19 | 31  | 50  | 20  | 11 | 4 | 2 | 6 | 4 |
| 2010–2011   | San Jose Sharks                | NHL         | 33  | 5  | 4   | 9   | 9   | 8  | 1 | 0 | 1 | 6 |
|             | Worcester Sharks               | AHL         | 43  | 16 | 17  | 33  | 16  | —  | — | — | — | — |
| 2011–2012   | San Jose Sharks                | NHL         | 35  | 7  | 1   | 8   | 8   | —  | — | — | — | — |
|             | Worcester Sharks               | AHL         | 20  | 9  | 11  | 20  | 18  | —  | — | — | — | — |
| 2012–2013   | New York Rangers               | NHL         | 4   | 0  | 1   | 1   | 0   | —  | — | — | — | — |
|             | Wilkes-Barre Scranton Penguins | AHL         | 34  | 4  | 14  | 18  | 14  | —  | — | — | — | — |
|             | Connecticut Whale              | AHL         | 23  | 4  | 8   | 12  | 17  | —  | — | — | — | — |
| 2013–2014   | Vancouver Canucks              | NHL         | 2   | 0  | 0   | 0   | 0   | —  | — | — | — | — |
|             | Utica Comets                   | AHL         | 54  | 19 | 20  | 39  | 42  | —  | — | — | — | — |
| 2014–2015   | Chicago Wolves                 | NHL         | 39  | 2  | 5   | 7   | 12  | 2  | 1 | 0 | 1 | 0 |
| NHL totalt  | NHL totalt                     | NHL totalt  | 98  | 14 | 9   | 23  | 25  | 8  | 1 | 0 | 1 | 6 |
| AHL totalt  | AHL totalt                     | AHL totalt  | 271 | 73 | 106 | 179 | 194 | 13 | 5 | 2 | 7 | 4 |
| NCAA totalt | NCAA totalt                    | NCAA totalt | 165 | 64 | 75  | 139 | 194 | —  | — | — | — | — |